# Pongo (cabarettista)
Pongo, pseudonimo di Massimo Pongolini (Milano, 15 marzo 1954), è un cabarettista, personaggio televisivo e attore italiano.

## Biografia
Dopo la laurea al Dams di Bologna inizia ad esibirsi in spettacoli di cabaret nella sua città, dalla cifra stilistica surreale, con largo spazio anche alla musica. Si esibisce in seguito al Derby, storico locale di cabaret e, sempre a Milano, lavora anche allo Zelig.
Ottiene anche un contratto discografico con la F1 Team, pubblicando due 45 giri.
In teatro ha ideato e realizzato gli spettacoli Que viva Mexico, Albadarabia, Suco De Agua, Cercopithecus disperatamente, scritto e interpretato con Angela Finocchiaro e La valle dei birichini.
In televisione ha lavorato a Drive in, Mezzogiorno italiano (condotto da Gianfranco Funari) e a Dove sono i Pirenei? (condotto da Francesco Bortolini e Rosanna Cancellieri), ricoprendo il ruolo di cantanotizie satirico.
È autore del brano a più voci Stende i panni, canzone per bambini che, nel corso degli anni ha ottenuto  popolarità nelle scuole, villaggi turistici, ecc.
Nel 2009 ha scritto e interpretato con Leonardo Facco lo spettacolo-conferenza Le tasse sono una cosa bellissima.
Si dedica anche all'attività di insegnante nella sua scuola di recitazione L'École d'Ognop.

## Filmografia parziale
- L'esercito più pazzo del mondo, regia di Marino Girolami (1981)
- Grunt! - La clava è uguale per tutti, regia di Andy Luotto (1982)
- Il ragazzo di campagna, regia di Castellano e Pipolo (1984)
- Lui è peggio di me, regia di Enrico Oldoini (1985)
- Grandi magazzini, regia di Castellano e Pipolo (1986)
- Benedetti dal Signore – serie TV (2004)

## Discografia parziale

### 45 giri
- 1979 – Roba/Ye-ye-wo-wo (F1 Team, P 529)
- 1983 – Viva Mexico/Giù le coperte (Durium, Ld AI 8172)